# Chiappa (La Spezia)
La Chiappa (A' Ciàpa in dialetto spezzino) è un quartiere della Spezia di 3 200 abitanti, situato nella zona nord della città, sottostante i colli, la pieve di Marinasco e il passo della Foce.

## Storia
Il toponimo potrebbe derivare dal latino “clapa”, nel senso di lastra o di pietra militare (che segna le distanze).
Nel 1904 iniziarono i lavori per l'edificazione della nuova chiesa del quartiere, eretta parrocchia 21 aprile 1906 dal vescovo mons. Giovanni Carli; l’inaugurazione della nuova chiesa avvenne nell’ottobre del 1908.
Durante la Seconda guerra mondiale, nella serata del 3 febbraio 1945, i partigiani Giovanni Pagani - comandante della IV Compagnia della Colonna Giustizia e Libertà della IV Zona Operativa, nato a Pignone il 27/7/1920 - ed Ezio Grandis, collaboratore partigiano nato alla Spezia il 18/4/1923, furono catturati nel grande rastrellamento del gennaio 1945 e detenuti alla Spezia, poi trasportati da militi della Brigata Nera spezzina proprio nel quartiere popolare della Chiappa e fucilati in via Genova; i loro corpi furono abbandonati sul posto come monito per la popolazione.

## Monumenti e luoghi d'interesse

### Architetture religiose
- Chiesa parrocchiale di San Bernardo Abate, la cui costruzione fu voluta dall’Arciprete di Marinasco Don Giovanni Bernardo Scopesi, affinché la zona della Chiappa - che stava aumentando di popolazione e fino a quel tempo appartenente a Marinasco - avesse una sua chiesa, fu iniziata nel 1904 su disegno del geom. Erminio Lonati, e venne inaugurata il 10 ottobre 1908;[3]

### Monumenti
- Il Monumento ai Caduti venne inaugurato domenica 29 giugno 1928 su progetto dello scultore Carlo Fontana, è costituito da una scultura in marmo bianco monolitico che rappresenta un soldato che a torso nudo incide sulla roccia con la punta di un pugnale la parola ‘PATRIA’;[4]
- Lapide dedicata ai concittadini del quartiere che presero parte attivamente alla Lotta di Liberazione e vennero uccisi;[5]